# Kapel van Onze-Lieve-Heer van de Kouden Steen en Onze-Lieve-Vrouw van Zeven Weeën

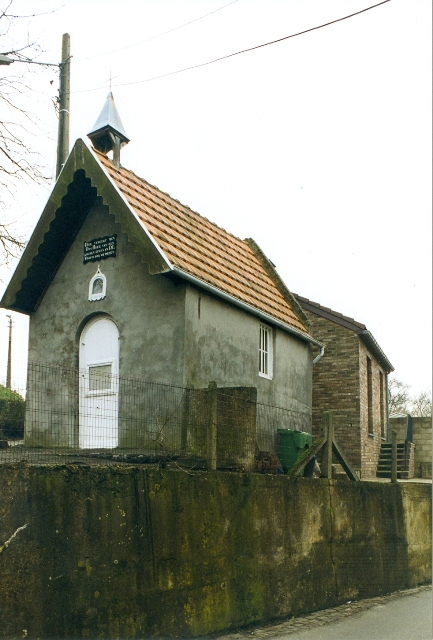
Kapel Onze-Lieve-Heer van de Kouden Steen en Onze-Lieve-Vrouw van Zeven Weeën

De Kapel van Onze-Lieve-Heer van de Kouden Steen en Onze-Lieve-Vrouw van Zeven Weeën is een betreedbare kapel in Borgloon, die zich bevindt aan de Kortestraat.
Oorspronkelijk stond hier een kapel die eigendom was van de rederijkerskamer De Goutbloeme. De huidige kapel stamt uit ongeveer 1850. Het is een eenvoudig gepleisterd gebouwtje onder zadeldak, getooid met een dakruiter.
Boven de voordeur bevond zich een gepolychromeerd houten beeldje, dat Christus op de koude steen voorstelde. Daarboven wordt op een houten bord meegedeeld: Hier vereert men Onzen Lieven Heer van den kouden steen en Onze Lieve Vrouw der zeven weeën.
De kapel bezit een 17e-eeuws gepolychromeerd beeldje van Christus op de koude steen. Ook zijn er enkele laatgotische beelden uit omstreeks 1500, te weten: Een piëta, toegeschreven aan de Meester van de Calvarie van Fize-le-Marsal; een engel met kelk en boek; Sint-Gertrudis. Alle beelden zijn in gepolychromeerd hout.